# Юлія Шебештьєн
Ю́лія Шебе́штьєн (також помилкове Юлія Себестьян; угор. Sebestyén Júlia МФА: [ˈjuːliɒ ˈʃɛbɛʃceːn]; *14 травня 1981, Мішкольц, Угорщина) — угорська фігуристка, що виступає у жіночому одиночному фігурному катанні.
Юлія Шебештьєн — перша угорська фігуристка, що завоювала золото Першості Європи з фігурного катання (2004), дев'ятиразова переможиця Чемпіонату Угорщини з фігурного катання (2002—2010 рр. поспіль), учасниця 4 Зимових Олімпіад (1998, 2002, 2006 і 2010 років).

## Біографія
Юлія Шебештьєн почала займатися фігурним катанням у 4-річному віці на відкритій ковзанці. Починаючи з 8 років, працювала з вірменським тренером Гургеном Варданяном.
На «дорослому» міжнародному рівні Юлія почала виступати в 1995 році. На своєму дебютному Чемпіонаті Європи з фігурного катання вона посіла доволі високе як на новачка 15-е місце.

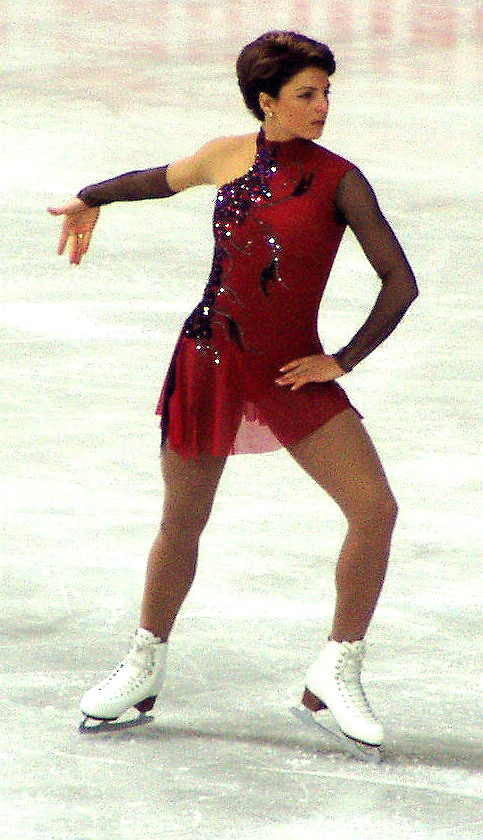
Юлія Шебештьєн на ЧС-2004, Дортмунд

Сезон 1995/1996 Юлія пропустила, а в 1997 році зайняла на національній першості 3-є місце і таким чином відібралась на міжнародні старти.
На Зимових Олімпійських іграх 1998 року стала 15-ю, на Чемпіонаті світу того ж року — 19-ю.
В 1999 році Шебештьєн дебютувала в етапах серії Гран-прі з фігурного катання.
У 2001 році Юлія виграла свій перший Чемпіонат Угорщини з фігурного катання з восьми поспіль (включно з 2009 роком). На Зимовій Олімпіаді 2002 року, 2-й у своїй кар'єрі, посіла 8-му позицію. У цьому ж сезоні вона змінила тренера, розпочавши співпрацю з угорським фахівцем Андрашом Шаражом.
У 2003 році (сезон 2003/2004) уперше за свою кар'єру змогла відібратись до фіналу Гран-прі, в якому, втім, фінішувала на останньому, 6-му місці. У цьому ж сезоні, вигравши національну першість, тріумфувала на Чемпіонаті Європи з фігурного катання 2004 року, завоювавши першою з угорок-одиночниць золото першості. На Чемпіонаті світу з фігурного катання цього ж року була 6-ю.
Кар'єра Шебештьєн розвивалась зігзагоподібно — на Чемпіонаті Європи з фігурного катання 2006 року стала тільки 14-ю, на Зимовій Олімпіаді 2006 року, 3-й у своїй кар'єрі, фінішувала 18-ю, а на світовій першості взагалі опустилася на 22-гу сходинку.
Після такого ж невдалого сезону 2006/2007 Юлія повернулась до свого колишнього (власне першого) тренера — Гургена Варданяна.
Сезон 2007/2008 (вже з Варданяном як тренером) позначився для Юлії покращенням результатів на міжнародній арені, принаймні на найвідповідальніших стартах сезону (до бронзи Чемпіонату Європи з фігурного катання не вистачило 1-го місця, де фінішувала 4-ю; на світовій першості була тільки 11-ю).
Увосьме завоювавши титул чемпіонки національної першості Угорщини в 2009 році, Юлія Шебештьєн на Чемпіонаті Європи з фігурного катання 2009 року невдало виконала коротку програму, але завдяки вдалішій довільній змогла фінішувати 8-ю.

## Спортивні досягнення

### Після 2008 року
| Змагання/Сезони                         | 2008/2009 | 2009/2010 |
| --------------------------------------- | --------- | --------- |
| Зимові Олімпійські ігри                 |           | 17        |
| Чемпіонати світу з фігурного катання    |           | 15        |
| Чемпіонати Європи з фігурного катання   | 8         | 6         |
| Чемпіонати Угорщини з фігурного катання | 1         | 1         |
| Етапи Гран-прі: Cup of Russia           | 7         | 6         |
| Етапи Гран-прі: Skate America           |           | 3         |
| Турніри: «Nebelhorn Trophy»             |           | 4         |
| Турніри: «Золотий ковзан Загреба»       | 1         |           |

### 2000—2008 роки
| Змагання/Сезони                         | 2000—2001 | 2001—2002 | 2002—2003 | 2003—2004 | 2004—2005 | 2005—2006 | 2006—2007 | 2007—2008 |
| --------------------------------------- | --------- | --------- | --------- | --------- | --------- | --------- | --------- | --------- |
| Зимові Олімпійські ігри                 |           | 8         |           |           |           | 18        |           |           |
| Чемпіонати світу з фігурного катання    | 18        | 8         | 14        | 6         | 12        | 22        | 12        | 11        |
| Чемпіонати Європи з фігурного катання   | 6         | 10        | 3         | 1         | 4         | 14        | 9         | 4         |
| Чемпіонати Угорщини з фігурного катання | 2         | 1         | 1         | 1         | 1         | 1         | 1         | 1         |
| Фінали Гран-Прі                         |           |           |           | 6         |           |           | 6         |           |
| Етапи Гран-прі: Cup of Russia           |           | 8         |           |           | 3         | 6         | 2         | 7         |
| Етапи Гран-прі: Cup of China            |           |           |           |           |           |           | 1         | 5         |
| Етапи Гран-прі: Skate America           |           | 6         | 8         |           |           | 8         |           |           |
| Етапи Гран-прі: Skate Canada            |           |           |           | 3         | 6         |           |           |           |
| Trophee Lalique                         |           |           |           | 3         | 3         |           |           |           |
| Етапи Гран-прі: NHK Trophy              | 7         | 5         |           |           |           |           |           |           |
| Меморіал Ондрея Непела                  | 1         | 3         |           |           | 1         | 2         | 1         |           |
| Турніри: «Finlandia Trophy»             | 6         |           |           |           |           |           | 3         |           |
| Меморіал Карла Шефера                   |           |           | 2         |           |           |           |           |           |
| Турніри: «Золотий ковзан Загреба»       |           |           | 3         |           |           |           |           |           |

### До 2000 року
| Змагання/Сезони                                    | 1994—1995 | 1995—1996 | 1996—1997 | 1997—1998 | 1998—1999 | 1999—2000 |
| -------------------------------------------------- | --------- | --------- | --------- | --------- | --------- | --------- |
| Зимові Олімпійські ігри                            |           |           |           | 15        |           |           |
| Чемпіонати світу з фігурного катання               |           |           |           | 19        | 19        | 7         |
| Чемпіонати Європи з фігурного катання              | 15        |           |           | 17        | 6         | 6         |
| Чемпіонати світу з фігурного катання серед юніорів | 21        |           |           | 14        | 9         |           |
| Чемпіонати Угорщини                                |           |           | 3         |           | 2         | 2         |